# Titularbistum Uzippari
Uzippari ist ein Titularbistum der römisch-katholischen Kirche.
Es geht zurück auf einen untergegangenen Bischofssitz in der gleichnamigen antiken Stadt, die in der römischen Provinz Africa proconsularis (heute nördliches Tunesien) lag. Der Bischofssitz war der Kirchenprovinz Karthago zugeordnet.
| Titularbischöfe von Uzippari |                             |                                            |                   |                   |
| Nr.                          | Name                        | Amt                                        | von               | bis               |
| 1                            | John William Heffernan CSSp | Apostolischer Vikar von Sansibar (Kenia)   | 15. März 1932     | 20. März 1966     |
| 2                            | Matthias U Shwe             | Weihbischof in Taunggyi (Myanmar)          | 20. Dezember 1979 | 18. Dezember 1989 |
| 3                            | Thomas Chakiath             | Weihbischof in Ernakulam-Angamaly (Indien) | 19. Januar 1998   |                   |